# Wybrzeże Kości Słoniowej na Letnich Igrzyskach Olimpijskich 1976
Wybrzeże Kości Słoniowej na Letnich Igrzyskach Olimpijskich 1976 reprezentowało 8 zawodników: 7 mężczyzn i 1 kobieta. Był to 4. start reprezentacji Wybrzeża Kości Słoniowej na letnich igrzyskach olimpijskich.

## Skład kadry

### Lekkoatletyka

#### Konkurencje biegowe

##### Kobiety
| Zawodniczka      | Konkurencja | Eliminacje | Eliminacje | Ćwierćfinały | Ćwierćfinały | Półfinał | Półfinał | Finał | Finał   | Źródło |
| Zawodniczka      | Konkurencja | Czas       | Pozycja    | Czas         | Pozycja      | Czas     | Pozycja  | Czas  | Pozycja | Źródło |
| ---------------- | ----------- | ---------- | ---------- | ------------ | ------------ | -------- | -------- | ----- | ------- | ------ |
| Céléstine N’Drin | 400 m       | 54,13      | 7.         | NQ           | NQ           | NQ       | NQ       | NQ    | NQ      | [ 1 ]  |
| Céléstine N’Drin | 800 m       | 2:04,54    | 6.         | —            | —            | NQ       | NQ       | NQ    | NQ      | [ 2 ]  |

##### Mężczyźni
| Zawodnik                                                           | Konkurencja | Eliminacje | Eliminacje | Ćwierćfinały | Ćwierćfinały | Półfinał | Półfinał | Finał | Finał   | Źródło |
| Zawodnik                                                           | Konkurencja | Czas       | Pozycja    | Czas         | Pozycja      | Czas     | Pozycja  | Czas  | Pozycja | Źródło |
| ------------------------------------------------------------------ | ----------- | ---------- | ---------- | ------------ | ------------ | -------- | -------- | ----- | ------- | ------ |
| Amadou Meïté                                                       | 100 m       | 10.53      | 2. (Q)     | 10.45        | 3. (Q)       | 10.46    | 6.       | NQ    | NQ      | [ 3 ]  |
| Georges Kablan Degnan                                              | 200 m       | 21.57      | 3. (Q)     | 20.91        | 2. (Q)       | 21.14    | 5.       | NQ    | NQ      | [ 4 ]  |
| Avognan Nogboun                                                    | 400 m       | 48.24      | 6.         | NQ           | NQ           | NQ       | NQ       | NQ    | NQ      | [ 5 ]  |
| Arsène Kra Konan Georges Kablan Degnan Gaston Kouadio Amadou Meïté | 4 × 100 m   | 40.23      | 6. (q)     | —            | —            | 40.64    | 7.       | NQ    | NQ      | [ 6 ]  |

#### Konkurencje techniczne

##### Mężczyźni
| Zawodnik          | Konkurencja    | Eliminacje | Eliminacje | Finał | Finał   | Źródło |
| Zawodnik          | Konkurencja    | Wynik      | Pozycja    | Wynik | Pozycja | Źródło |
| ----------------- | -------------- | ---------- | ---------- | ----- | ------- | ------ |
| Brou Kouakou      | Skok w dal     | 7,20 m     | 28.        | NQ    | NQ      | [ 7 ]  |
| Jacques Ayé Abehi | Rzut oszczepem | 78,40 m    | 17.        | NQ    | NQ      | [ 8 ]  |